# Grenadas flag
Grenadas flag blev taget i brug i 1974. Farvekombinationen af rød, gul og grøn er de traditionelle panafrikanske farver og skal afspejle landets afrikanske identitet.
De seks gule stjerner repræsenterer de seks sogne i Grenada, mens stjernen i midten repræsenterer hovedstaden Saint George's. De seks sogne i Grenada er Saint Andrew, Saint David, Saint George, Saint John, Saint Mark og Saint Patrick.
Grenada er nogle gange blevet kaldt "krydderiernes ø" på grund af den store mængde krydderier, der dyrkes her. Dette afspejles også i flaget, hvor det særlige symbol i venstre side skal repræsentere en muskatnød.